# Coat of Arms
Coat of Arms är ett musikalbum av det svenska metalbandet Sabaton. Det släpptes 21 maj 2010. Skivan producerades av bröderna Tommy och Peter Tägtgren, medan all musik skrevs av Joakim Brodén och texterna skrevs av Brodén ihop med Pär Sundström. Undantagen är texten på "Saboteurs" och "Midway" som skrevs enbart av Sundström och texten på "Metal Ripper" och "Wehrmacht" som skrevs av Brodén.

## Låtlista
| Nr  | Titel              | Tema                                                                                              | Längd |  |
| --- | ------------------ | ------------------------------------------------------------------------------------------------- | ----- |  |
| 1.  | Coat of Arms       | Om Greklands försvar mot Italien 1940–1941                                                        | 3:35  |  |
| 2.  | Midway             | Om slaget vid Midway                                                                              | 2:29  |  |
| 3.  | Uprising           | Om Polen under tysk ockupation och Warszawaupproret                                               | 4:56  |  |
| 4.  | Screaming Eagles   | Om den amerikanska 101st Airborne Division och slaget om Bastogne                                 | 4:08  |  |
| 5.  | The Final Solution | Om förintelsen av judar under andra världskriget                                                  | 4:57  |  |
| 6.  | Aces in Exile      | Om stridspiloter från Polen, Tjeckien och Kanada som hjälpte britterna i slaget om Storbritannien | 4:23  |  |
| 7.  | Saboteurs          | Om den norska motståndsrörelsen under andra världskriget                                          | 3:16  |  |
| 8.  | Wehrmacht          | Om den vanlige tyska soldaten i Wehrmacht                                                         | 4:14  |  |
| 9.  | White Death        | Om den finska prickskytten Simo Häyhä under finska vinterkriget                                   | 4:10  |  |
| 10. | Metal Ripper       | Är en hyllning till andra rockband som refereras till i låttexten                                 | 3:51  |  |

Det finns även en begränsad upplaga av albumet med två extralåtar. Dessa är instrumentala versioner av "Coat of Arms" och "Metal Ripper".

## Banduppsättning
- Joakim Brodén – sång
- Rikard Sundén – gitarr
- Oskar Montelius – gitarr
- Pär Sundström – bas
- Daniel Mÿhr – keyboard
- Daniel Mullback – trummor